# Mine de Freda Rebecca
 (mars 2025).
La mine de Freda Rebecca est une mine d'or à ciel ouvert et souterraine située au Zimbabwe dans la province du Mashonaland central.